# Teatro all'Antica

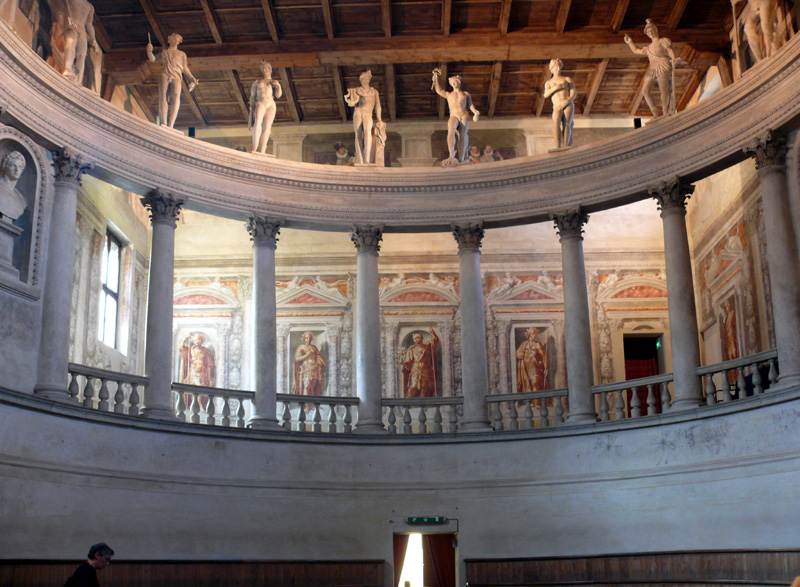
Teatro all'antica

Teatro all'Antica  (italienska för Teatern i antikens stil) är en teaterbyggnad som uppfördes mellan 1588 och 1590 i Sabbioneta, Italien. Teatern anses vara världens näst äldsta permanenta inomhusteater och världens första fristående och specialbyggda teater med tak. Tillsammans med Teatro Olimpico i Vicenza och Teatro Farnese i Parma är Teatro all'Antica en av endast tre renässansteatrar som fortfarande existerar. Samtliga tre ingår i den italienska rutten av Europavägen historiska teatrar.
Teatern byggdes mellan 1588 och 1590 efter ritningar av arkitekten Vincenzo Scamozzi. Uppdragsgivare var adelsmannen och hertigen Vespasiano Gonzaga. Med teatern önskade hertigen sätta ett tecken för ett civiliserat samhälle som han tänkte skapa. Platsen där teatern byggdes var därför vid Via Giulia, en av stadens huvudgator. Vincenzo Scamozzi hade viss erfarenhet i konsten att bygga teatrar som han fick i samband med Teatro Olimpico i Vicenza (den första permanenta teaterbyggnaden med tak). Där efterträdde han arkitekt Andrea Palladio efter dennes död. Teatro all'Antica har renoverats och ger spektakulära evenemang av alla slag.